# إيفا إيكبلود
إيفا إيكبلود (بالسويدية: Eva Ekeblad) (10 تموز 1724- 15 أيار 1786): مهندسة زراعية وعالمة وأديبة صالونات وكونتيسة. كان اكتشافها الأشهر صناعة الطحين والكحول من البطاطا (1746). كانت أول عضو أنثى في الأكاديمية الملكية السويدية للعلوم.

## حياتها

### حياتها الشخصية
ولدت إيفا إيكيبلود في عام 1724، وكان اسمها في الأصل إيفا دو لا غاردي، قبل زواجها من الكونت كلايس كلايسون إيكيبلود في سن السادسة عشرة (المصدر: باريت، 2022). لم يكن لديها أي التزام بحياة العلم نظرًا لولادتها ضمن الطبقة الأرستقراطية السويدية، إلا أنها وجدت نفسها بسبب رحلات زوجها تعتني بممتلكاتهما (المصدر: باريت، 2022). ومع مرور الوقت أصبحت خبيرة أو عالِمة زراعية.
كان والدها مارشال دولة السويد. امتلكت إيفا 13 أخًا، وكانت في المرتبة العاشرة بينهم جميعًا، وثاني أكبر من بقي على قيد الحياة من مرحلة الطفولة (المصدر: لينمان وجروجان). انخرطت عائلتها بشكل كبير في السياسة السويدية، وأقامت فعاليات لنبلاء الدولة في كثير من الأحيان (المصدر: لينمان وجروجان). امتلكت إيفا تأثيرًا قويًا في جميع أنحاء البلاد نظرًا لسلالتها التي تنحدر منها ولزواجها من الكونت، لكن لا يمكن للمرء أن يدرك ذلك من خلال أفعالها، إذ لم تستغل ذلك النفوذ (المصدر: لينمان وجروجان).
أنجبت هي وزوجها ما مجموعه ثمانية أطفال، ابن واحد وسبع بنات (المصدر: لينمان وجروجان).

### اكتشافاتها العلمية
كانت إيفا إيكيبلود أستاذة في علم الزراعة، اكتشفت في شبابها استخدامات عديدة للبطاطس. وجدت إيفا طريقة لإنتاج الكحول والدقيق من البطاطس الضخمة في الوقت الذي لم يكن فيه الغذاء مادة أولية مستقرة (المصدر: باريت، 2022). وعلى الرغم من أنها لم تكن أول من اكتشف ذلك، إلا أن طريقتها كانت أكثر فاعلية وتطورًا من أي طريقة أخرى. شهدت السويد مرحلة شكلت فيها المجاعة تهديدًا خطيرًا، وتزايد البحث عن أي طريقة لتوسيع استخدام الحبوب أو لزيادة إنتاجها. ومع كل عملها في مجال الزراعة، قررت إيفا أن تختبر حظها وتكتشف ما يمكن للبطاطس أن تقدمه. فتوصلت إلى أنه يمكن صنع دقيق البطاطس بعد طبخها وتقطيعها وتجفيفها. استُخدم هذا الدقيق في صنع الكحول والخبز، ما ساعد السويد في تجنّب المجاعة مستقبلًا من خلال السماح باستخدام الحبوب الأخرى لأغراضٍ أخرى في ظل انخفاض الموارد. إلا أنه أُبلغ عن زيادة استهلاك الكحول بعد اكتشافها لكحول البطاطس.
استمرت إيفا في إجراء التجارب مستخدمةً البطاطس، ووجدت طريقة لصنع صابون لتنظيف الصوف القطني، وصنعت كذلك مسحوق مكياج لا يحتوي على الزرنيخ. وضعت إيفا دقيق البطاطس على شعرها نظرًا لفوائد النشاء الموجود فيه (المصدر: هيرالد، 2019).
أصبحت إيفا بسبب عملها هذا، أول امرأة عضو في الأكاديمية الملكية السويدية للعلوم، إلا أن عضويتها ألغيت لاحقًا لكونها امرأة (المصدر: هيرالد، 2019).
لا يزال كحول البطاطس يُستخدم إلى اليوم، على الرغم من أنه ليس شائعًا كما كان إبان ابتكاره (المصدر: ديستيليري تريل، 2017).

### حياتها اللاحقة
تعاظمت مكانة إيفا في السويد مع تقدّمها في العمر، وكانت مقربة من الملكة ومارست حياة سياسية خاصة بها، عملت في العديد من المحاكم وشغلت عدة مناصب سياسية مختلفة مثل سيدة الأردية (المصدر: باريت، 2022). توفيت عن عمر ناهز 61 عامًا.

### إنجازها العلمي
كتبت إيكيبلود إلى الأكاديمية الملكية السويدية للعلوم في عام 1746، حول اكتشافاتها عن كيفية صنع الدقيق والكحول من البطاطس. أُدخلت البطاطس إلى السويد في عام 1658، ولكنها لم تُزرع إلا في البيوت البلاستيكية الخاصة بالطبقة الأرستقراطية. حوّل عمل إيكيبلود البطاطس إلى غذاءٍ أساس في السويد، وأدى إلى زيادة المعروض من القمح والسلت والشعير المتاح لصنع الخبز، بما أنه يمكن استخدام البطاطس بدلًا من ذلك لصنع الكحول. أدى هذا إلى تحسين عادات الطعام في البلاد بشكل كبير وتقليل تكرار المجاعات.
اكتشفت إيفا كذلك طريقة لتبييض الأقمشة القطنية والمنسوجات باستخدام الصابون في عام 1751، واستبدال المكونات الضارة الموجودة في مستحضرات التجميل في ذلك الوقت من خلال استخدام نشا البطاطس (1752)؛ ويقال إنها سوّقت للنباتات باستخدام أزهارها كزينة للشعر.
انتُخبت إيفا إيكيبلود في عام 1748، كأول امرأة لعضوية الأكاديمية الملكية السويدية للعلوم. لكن لا توجد سجلات تشير إلى مشاركتها في اجتماعات الأكاديمية، وبدأت الأكاديمية في عام 1751، تشير إليها على أنها عضو فخري وليست عضو عامل، سيما وأن القوانين قد حصرت العضوية ضمن الرجال فقط.

## الثقافة الشعبية
ظهرت إيكيبلود في خربشات جوجل (جوجل دودل) في 10 يوليو من عام 2017.

## روابط خارجية
- اختراعات واكتشافات سويدية